# Variante alla morte
| Recensione | Giudizio |
| ---------- | -------- |
| Rumore     |          |

Variante alla morte è il quarto album della band grindcore italiana Cripple Bastards.
I testi sono tutti in lingua italiana, come in Misantropo a senso unico, e sono stati scritti dal cantante Giulio the Bastard. Il disco è stato registrato allo studio Fredman di Fredrik Nordström a Göteborg, in Svezia; lo stesso usato, negli anni, da artisti quali Dark Tranquillity, At the Gates, Dimmu Borgir, In Flames e molti altri. In questo album il gruppo decide di dedicarsi più alle loro influenze metal che a quelle hardcore punk anche se queste sono comunque ben presenti, solo che in forma minore rispetto al passato. Il lavoro presenta anche un miglioramento tecnico, infatti i brani seppur molto brevi presentono una struttura più articolata, anche se non mancano le tracce minimali consistenti anche in pochi secondi di brutalità. Vi è anche un accenno alla sperimentazione rintracciabile in alcuni accordi più atmosferici messi in punti specifici più lenti.

## Tracce
1. Faccia da contenitore – 0:04
2. Variante alla morte – 1:37
3. Pedinati – 0:25
4. Allergie da contatto – 2:26
5. Insofferenza – 0:29
6. Lo sfregio e le sue ombre – 2:29
7. Inverno nel ghetto – 0:06
8. Spirito di ritorsione – 2:42
9. L'uomo dietro al vetro opaco – 0:54
10. Sorriso decubitale – 0:17
11. Stimolo chimico – 0:04
12. Cedimento strutturale – 0:06
13. Sangue chiama – 3:18
14. Implacabile verso il suo buio – 0:37
15. Stupro e addio – 3:20
16. Confessionale in bianco e nero – 0:04
17. Marchio catastale – 0:45
18. Gli anni che non ritornano – 1:02
19. Karma del riscatto – 2:00
20. Regredito a che punto – 0:04
21. Falsificato ideale – 0:05
22. Sottoposti al taglio – 0:39
23. Conquista dell'isolamento – 2:34
24. Autoazzeramento – 5:04

## Formazione
- Giulio the Bastard – voce
- Der Kommissar – chitarra
- Schintu The Wretched – basso
- Al Mazzotti – batteria